# Diestota subplagiata
Diestota subplagiata är en skalbaggsart som beskrevs av Sharp 1908. Diestota subplagiata ingår i släktet Diestota och familjen kortvingar. Inga underarter finns listade i Catalogue of Life.